# Wallmans
Wallmans is een kleine nederzetting in Newfoundland en Labrador, de oostelijkste provincie van Canada. De afgelegen plaats bevindt zich in het zuidoosten van de regio Labrador en telt slechts een handvol gebouwen.

## Geografie
Wallmans ligt aan de noordelijke oever van de St. Lewis Inlet, een zeearm die tot diep in het binnenland reikt. De plaats ligt meer bepaald bij de Trans-Labrador Highway (Route 510), net ten westen van de splitsing met Route 513.
De nederzetting bestaat uit amper een handvol gebouwen, die allen zowel een eind uit elkaar als een eind van de hoofdbaan liggen. De dichtstbij gelegen bewoonde plaats is Port Hope Simpson, op een rijafstand van zo'n 19 km.
| Nabijgelegen plaatsen (vogelvlucht) | Nabijgelegen plaatsen (vogelvlucht) | Nabijgelegen plaatsen (vogelvlucht) | Nabijgelegen plaatsen (vogelvlucht) | Nabijgelegen plaatsen (vogelvlucht) |
| ----------------------------------- | ----------------------------------- | ----------------------------------- | ----------------------------------- | ----------------------------------- |
| Port Hope Simpson (17 km)           |                                     |                                     |                                     |                                     |
|                                     |                                     |                                     |                                     |                                     |
|                                     | St. Lewis (31 km)                   |                                     |                                     |                                     |
|                                     |                                     |                                     |                                     |                                     |
|                                     |                                     |                                     |                                     | Mary's Harbour (24 km)              |